# Elezioni parlamentari in Bulgaria del 2013
Le elezioni parlamentari in Bulgaria del 2013 si tennero il 12 maggio per il rinnovo dell'Assemblea nazionale. In seguito all'esito elettorale, l'indipendente Plamen Orešarski divenne Primo ministro, nell'ambito di un governo di coalizione con Partito Socialista Bulgaro e Movimento per i Diritti e le Libertà.

## Risultati
| Liste                                                      | Voti      | %     | Seggi |
| ---------------------------------------------------------- | --------- | ----- | ----- |
| Cittadini per lo Sviluppo Europeo della Bulgaria           | 1 081 605 | 30,55 | 97    |
| Coalizione per la Bulgaria (BSP - ZSAS - KPB - PBSD - DSH) | 942 541   | 26,62 | 84    |
| Movimento per i Diritti e le Libertà                       | 400 466   | 11,31 | 36    |
| Unione Nazionale Attacco                                   | 258 481   | 7,30  | 23    |
| Fronte Nazionale per la Salvezza della Bulgaria            | 131 169   | 3,70  | –     |
| Movimento Bulgaria dei Cittadini                           | 115 190   | 3,25  | –     |
| Democratici per una Bulgaria Forte                         | 103 638   | 2,93  | –     |
| Movimento Nazionale Bulgaro                                | 66 803    | 1,89  | –     |
| Lider                                                      | 61 482    | 1,74  | –     |
| Ordine, Legge e Giustizia                                  | 59 145    | 1,67  | –     |
| Centro - Libertà e Dignità (NPSD - NDSV)                   | 57 611    | 1,63  | –     |
| Unione delle Forze Democratiche                            | 48 681    | 1,37  | –     |
| Voce del Popolo                                            | 47 419    | 1,34  | –     |
| I Verdi                                                    | 26 520    | 0,75  | –     |
| Nuova Alternativa                                          | 18 267    | 0,52  | –     |
| Altri <0,50%                                               | 121 448   | 3,43  | –     |
| Totale                                                     | 3 540 466 | 100   | 240   |